# État (gravure)
Pour les articles homonymes, voir État (homonymie).

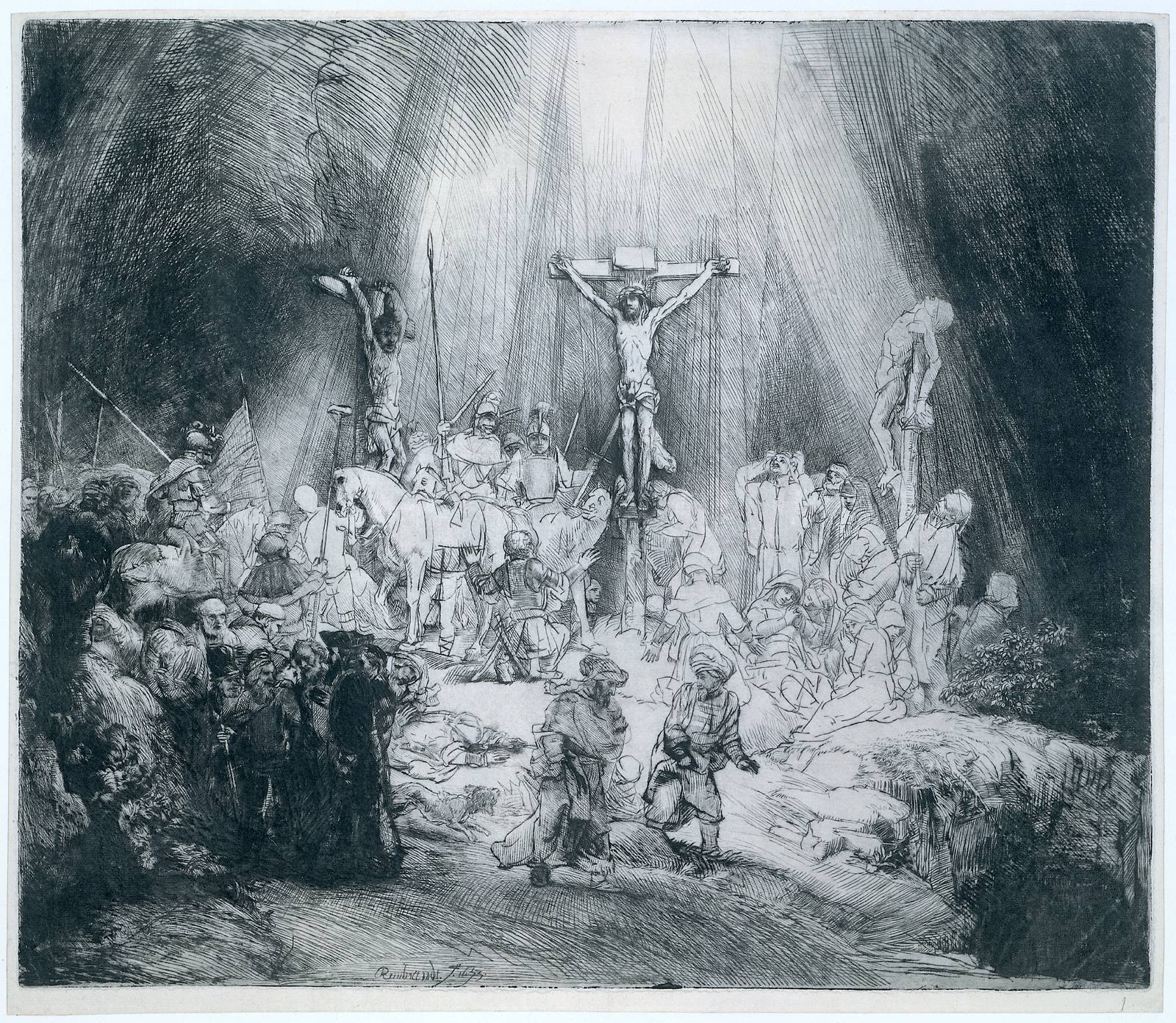
Les Trois Croix, eau-forte de Rembrandt. Ici, l'état III / IV datant de 1653. On pense que l'état IV date de 1660 et est très différent, Rembrandt l'ayant grandement retravaillé, en ayant notamment nettement assombri la composition. L'état III est facile à identifier, étant le seul à posséder une signature visible.

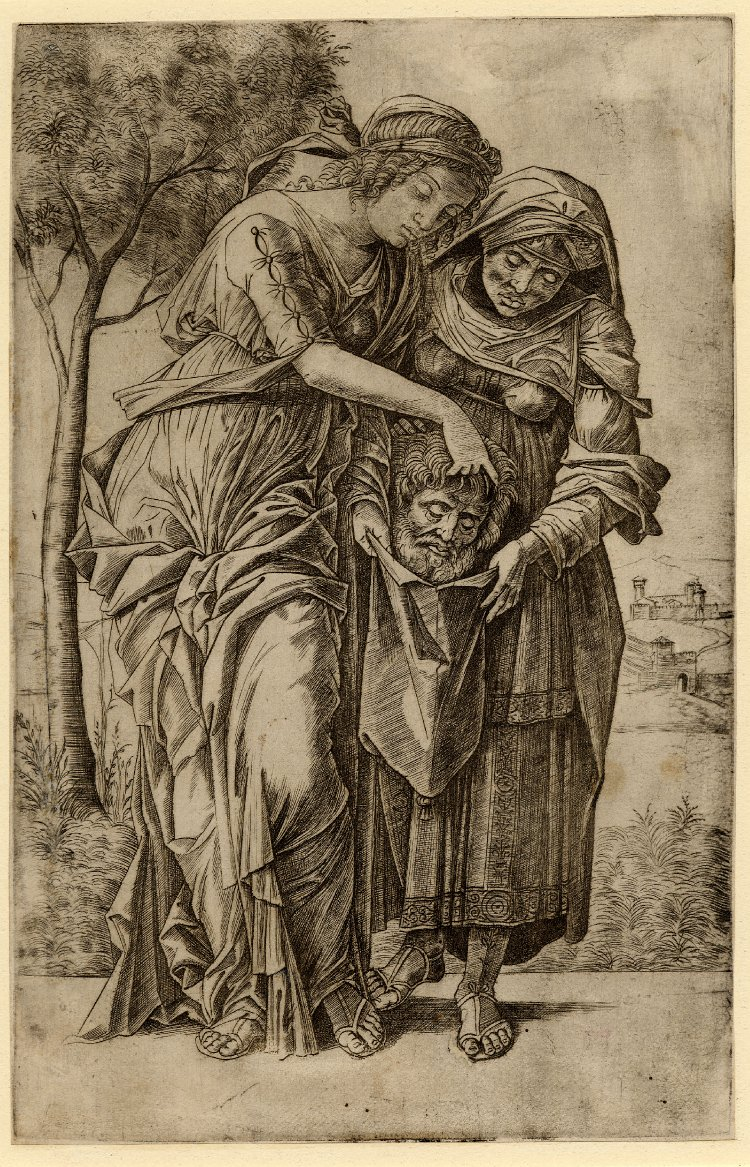
Girolamo Mocetto, Judith et Holopherne (ca. 1500-1505), gravure d'après une œuvre d'Andrea Mantegna. Ici, l'état II. Dans le premier état, l'arrière-plan est vide ; le paysage a été ajouté dès le deuxième état, probablement plusieurs années plus tard.

En gravure, un état est une forme différente d'une estampe, causée par un changement délibéré et permanent effectué sur une matrice telle qu'une plaque de cuivre ou un bloc de bois.
Les artistes obtiennent le plus souvent des impressions à partir de plaques (ou blocs, etc.) et les retravaillent donc avant de réaliser plus d'impressions (de nouvelles versions ou des copies). Différents états peuvent être imprimés en une seule journée comme sur plusieurs années.
Les états sont usuellement numérotés en chiffres romains (I, II, III, etc.) et souvent mis en rapport avec le nombre total d'états (I/III, etc.). Une estampe qui ne possède aucun autre état connu est cataloguée comme « seul état connu » ou « état unique ».

## Précisions
La plupart des autorités ne comptent pas les dommages accidentels sur une plaque — souvent des rayures sur une plaque métallique ou des craquelures sur des blocs de bois — pour déterminer un nouvel état, en partie parce que les rayures peuvent disparaître à nouveau après plusieurs impressions (du fait de l'action de la presse qui fait poids sur la plaque).
La définition des états revient en général à Adam von Bartsch, le grand catalogueur des estampes des Vieux Maîtres. Un grand travail a été effectué par les historiens de l'art pendant le XIXe siècle et le début du XXe siècle, et tous les états des estampes de pratiquement tous les graveurs non-contemporains sont catalogués. Découvrir un nouvel état non-enregistré d'une estampe de Vieux Maître est depuis lors extrêmement rare. Cependant, ce n'est par exemple qu'en 1967, à l'occasion de sa vente à Cleveland, que l'on a réalisé que ce qui avait longtemps été considéré comme la meilleure impression de la très importante estampe Combat d'hommes nus d'Antonio Pollaiuolo, avait en fait été la seule impression d'un premier état inconnu ayant survécu. C'est particulièrement surprenant car toute la plaque était grandement retravaillée entre les deux, apparemment pour la restaurer après l'avoir porté à la presse.
Dans l'estampe moderne, une distinction est faite entre « épreuves d'états » et « épreuves travaillées », qui sont produits avant que l'estampe soit considérée comme achevée. C'est généralement possible parce que les estampes modernes sont publiées par éditions, en général signées et numérotées. Ce n'était en général pas le cas des estampes de Vieux Maître datant d'avant 1830 environ, et l'expression « état d'essai » n'est utilisée que quand l'estampe est clairement inachevée, comme c'est le cas de l’Adam et Ève d'Albrecht Dürer. Cependant, la plupart des « épreuves d'artistes » sont des impressions de l'état principal qui ne sont pas comptabilisées dans l'édition limitée de nombres principale, et sont faites par l'artiste ; elles passent donc du même état à l'édition principale.
Par exemple, contrairement à Dürer, de qui relativement peu d'états ont survécu, les gravures de Rembrandt ont souvent survécu dans de multiples états (jusqu'à onze). Il est évident que beaucoup des états primitifs sont des épreuves réussies, réalisées pour confirmer à quel point l'image se développait ; mais il est impossible de tracer une ligne fixe entre ceux-ci et les autres états que Rembrandt pourrait avoir considéré comme finis au moment où il les a imprimés. L'artiste néerlandais est l'un des plus prolifiques créateurs d'états, ainsi que de plaques retravaillées après plusieurs années.
De nouveaux états d'estampes de Vieux Maître sont souvent causées par l'addition d'inscriptions (signatures, dédicaces, informations sur l'éditeur, voire le prix) dans ou sous l'image. Excepté pour les signatures, ces inscriptions n'ont généralement pas été ajoutées par l'artiste lui-même. Un exemple de cela est Daniel Hopfer, l'inventeur présumé de l'eau-forte comme technique de gravure dans le domaine de l'image imprimée vers l'an 1500, ainsi que les autres Hopfer. Vers la fin du XVIIe siècle, un parent éloigné de cette famille, David Funck, avait acquis 230 de leurs plaques métalliques et les réimprima dans un ouvrage intitulé Operae Hopferianae, ajoutant à chacune d'entre elles un numéro gravé, connu sous le nom de « numéro de Funck », créant ainsi un deuxième état à des plaques jusqu'alors non retouchées.

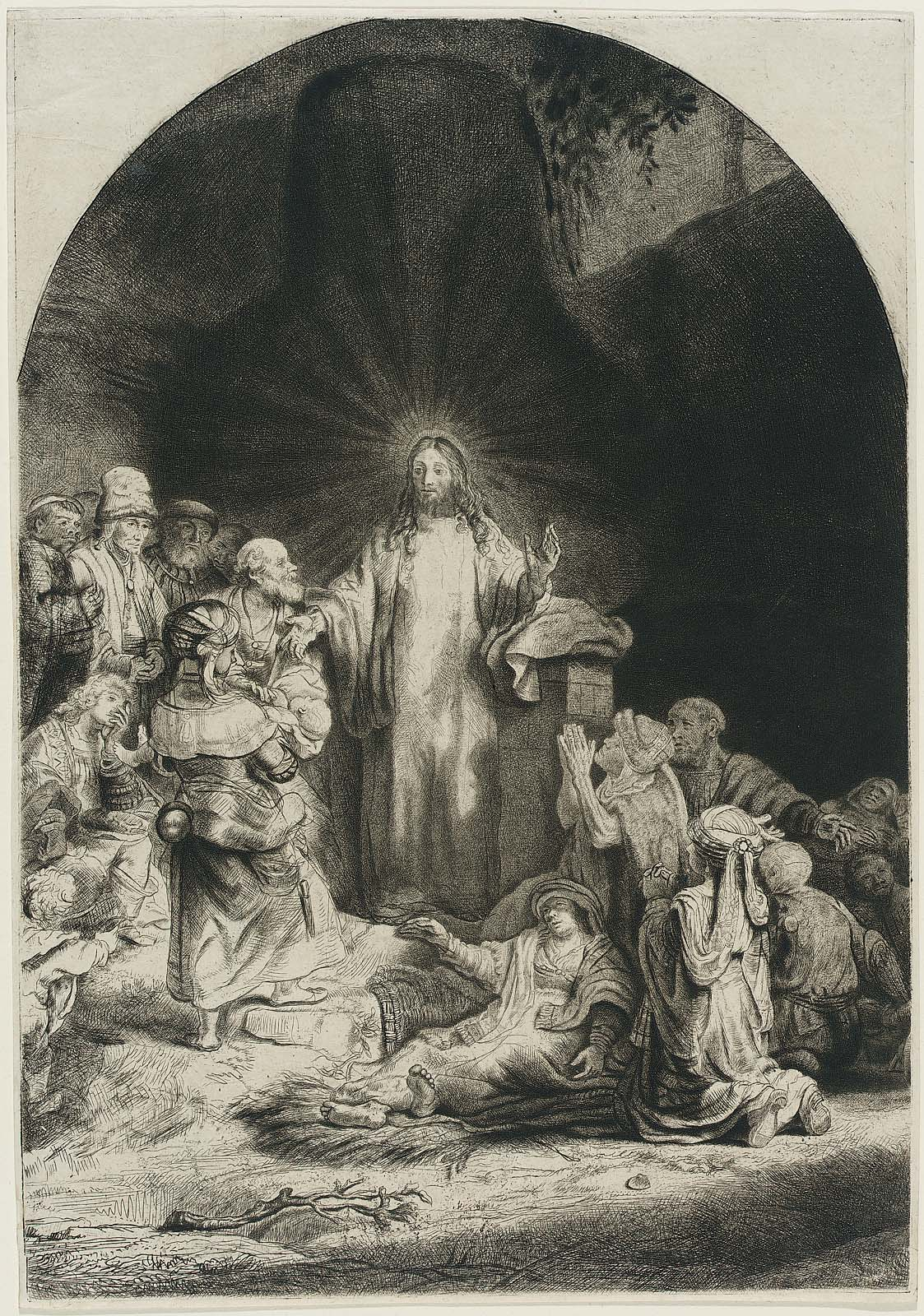
L'une des quatre parties de La Pièce aux cent florins retravaillées par William Baillie. Musée des beaux-arts de Boston.

Il est arrivé qu'un autre artiste ait fait quelque modification sur une plaque ; ou bien qu'un artiste ou artisan anonyme retravaille la plaque pour la réimprimer : ce fut le cas de beaucoup de matrices de Rembrandt, Goya ou Martin Schongauer ayant survécu — le cas le plus célèbre étant celui du capitaine et imprimeur irlandais William Baillie qui a largement retravaillé la plaque de cuivre originale de La Pièce aux cent florins.
Une fois développé un marché de collecteurs intéressant, certains artistes ont beaucoup exploité cette technique pour créer des états supplémentaires. Cette tendance peut être observée, par exemple, chez les graveurs en manière noire britanniques du XVIIIe siècle (les « états d'avant lettrage » étaient leur spécialité) et David Young Cameron au début du XXe siècle (son record fut de vingt-huit états !).

## Collectionnisme de livre
Une utilisation similaire du mot « état » est faite dans le collectionnisme de livre (en), quand une page en particulier peut être réarrangée en cours d'impression.